# برایان هنسون
برایان هنسون (انگلیسی: Brian Henson؛ زادهٔ ۳ نوامبر ۱۹۶۳) کارگردان اهل ایالات متحده آمریکا است.
از فیلم‌ها یا مجموعه‌های تلویزیونی که وی در آن‌ها نقش داشته است، می‌توان به قصه‌گو و ماپت‌های فضایی اشاره نمود.